# Tekken Tag Tournament
Tekken Tag Tournament var det første Tekken-spil til PlayStation 2. Det var spillet med det højeste antal figurer indtil Tekken 6 udkom, ved at have 39 figurer, hvor alle var fra Tekken og Tekken 3. Nye figurer var også med i spillet som Unknown, spillets boss-figur, og Tetsujin, et kostumeskift for Mokujin. Både Unknown og Tetsujin har kun vist sig i dette spil. Det vigtigste ved spillet er tag system. En spiller vælger to figurer og tager skiftevis en figur ud af kampen for at køle af.

## Tilbagevendende figurer
- Anna Williams
- Armor King
- Baek Doo San
- Bryan Fury
- Eddy Gordo
- Forest Law
- Ganryu
- Gun Jack
- Heihachi Mishima
- Hwoarang
- Jin Kazama
- Julia Chang
- Jun Kazama
- King
- Lei Wulong
- Ling Xiaoyu
- Michelle Chang
- Nina Williams
- Paul Phoenix
- Tiger Jackson
- Yoshimitsu
- Alex*
- Angel*
- Bruce Irvin*
- Devil Kazuya* (Ekstra Kostume for Angel)
- Jack-2*
- Kazuya Mishima*
- Kuma*
- Kunimitsu*
- Lee Chaolan*
- Mokujin* (Ekstra Kostume for Tetsujin)
- Aztec Empire Ogre*
- Panda*
- Prototype Jack*
- Roger*
- Aztec Empire True Ogre*
- Wang Jinrei*

## Nye figurer
- Tetsujin*
- Unknown* (Indeholder kun på PS2)

* ikke spilbar fra starten
| computerspil | Spire Denne computerspilsrelaterede artikel er en spire som bør udbygges. Du er velkommen til at hjælpe Wikipedia ved at udvide den. |